# 近藤正春
近藤 正春（こんどう まさはる、1956年〈昭和31年〉1月13日 - ）は、日本の経産官僚。
通商産業省産業政策局商政課商務室長、内閣法制局参事官、中小企業庁小規模企業部小規模企業政策課長、中小企業庁経営支援部経営支援課長、特許庁総務部総務課長、日本貿易振興会デュッセルドルフセンター所長、内閣法制局総務主幹、内閣法制局第四部長、内閣法制局第二部部長、内閣法制局第一部部長、内閣法制次長、内閣法制局長官などを歴任した。

## 概要
愛知県出身の通産官僚である。国家公務員採用上級甲種（法律）試験に合格し、通商産業省に入省した。通商産業省では内部部局だけでなく資源エネルギー庁、中小企業庁、特許庁など外局でも勤務し、山形県庁や内閣法制局、特殊法人など他機関への出向も経験した。その後、内閣法制次長を経て、内閣法制局長官に就任した。

## 来歴

### 生い立ち
1956年1月に生まれ、愛知県にて育つ。東京大学に進学し、法学部第2類（公法コース）にて学んだ。1978年3月、東京大学を卒業した。国家公務員採用上級甲種（法律）試験に合格していたことから、同年4月、通商産業省に事務官として入省した（通商政策局総務課）。

### 通産官僚として
通商産業省においては、外局である資源エネルギー庁の公益事業部にてガス事業課の課長補佐となったほか、内部部局である機械情報産業局の総務課や宇宙産業課、さらに貿易局の総務課にてそれぞれ課長補佐を務め、大臣官房の総務課で企画室の企画主任となった。1991年4月、山形県庁に出向し、商工労働開発部の次長に就任した。通商産業省に戻り産業政策局の商政課にて商務室の室長を務めたのち、1995年6月より内閣法制局に出向し参事官となった。通商産業省に戻ると、外局である中小企業庁の小規模企業部にて小規模企業政策課の課長に就任した。2001年、中央省庁再編に伴い、通商産業省が廃止され経済産業省が新設されたが、引き続き経済産業事務官を務め、中小企業庁の経営支援部にて経営支援課の課長となったほか、特許庁の総務部にて総務課の課長を務めた。2003年、経済産業省が所管する特殊法人である日本貿易振興会に出向し、デュッセルドルフセンターの所長に就任した。その後、内閣法制局の総務主幹となり、以降、第四部、第二部、第一部にて部長を務めた。2014年5月、内閣法制次長の横畠裕介が内閣法制局長官に就任することになったため、後任の内閣法制次長に就任した。2019年9月、横畠の長官退任に伴い、後任の内閣法制局長官に就任した。2024年8月27日付で内閣法制局長官を退任した。

## 略歴
- 1956年 - 誕生[2]。
- 1978年 - 東京大学法学部第2類（公法コース）卒業[1]。
- 1978年 - 通商産業省入省[3]。
- 1985年 - 資源エネルギー庁公益事業部ガス事業課長補佐[3]。
- 1986年 - 通商産業省機械情報産業局総務課長補佐[3]。
- 1987年 - 通商産業省機械情報産業局宇宙産業課長補佐[3]。
- 1988年 - 通商産業省貿易局総務課長補佐[3]。
- 1990年 - 通商産業省大臣官房総務課企画室企画主任[3]。
- 1991年 - 山形県庁商工労働開発部次長[3]。
- 1993年 - 通商産業省産業政策局商政課商務室長[3]。
- 1995年 - 内閣法制局参事官[3]。
- 2000年 - 中小企業庁小規模企業部小規模企業政策課長[3]。
- 2001年 - 中小企業庁経営支援部経営支援課長[3]。
- 2002年 - 特許庁総務部総務課長[3]。
- 2003年 - 日本貿易振興会デュッセルドルフセンター所長[3]。
- 2005年 - 内閣法制局総務主幹[3]。
- 2006年 - 内閣法制局第四部長[3]。
- 2010年 - 内閣法制局第二部長[3]。
- 2011年 - 内閣法制局第一部長[3]。
- 2014年 - 内閣法制次長[3]。
- 2019年 - 内閣法制局長官[3]。